# Petřínská (Praha)
Petřínská ulice v Praze 5 tvořící hranici mezi Malou Stranou a Smíchovem vede od Janáčkova nábřeží k náměstí Kinských a ulici Újezd. Za Újezdem pokračuje ulice Rošických, která vede do Petřínských sadů, od kterých je odvozen název ulice. Z jihu na sever ulicí prochází Zborovská ulice. V letech 1954–1960 tu vedla trolejbusová trať.

## Budovy, firmy a instituce
- GattaBianca, návrhy interiérů – Petřínská 10[2]
- reklamní a umělecká agentura AdWork – Petřínská 12[3]
- prodej čaje a kávy Harney&Sons Teas – Petřínská 14[4]